# Saga (Schiff, 1966)
Die Saga war ein 1966 in Dienst gestelltes Fährschiff der schwedischen Reederei Svenska Lloyd, das sich bis 1972 zwischen Göteborg und Kingston upon Hull im Einsatz befand. In seiner folgenden Laufbahn trug das Schiff die Namen Stena Atlantica (Stena Line), Finnpartner (Finnlines), Olau Finn (Olau Line) und Folkliner im Einsatz für verschiedene Eigner auf der Nord- und Ostsee. 1984 erfolgte der Verkauf ins Mittelmeer, wo die Fähre im Verlauf ihrer Dienstzeit die Namen Festos, Captain Zaman I und zuletzt Sancak I trug. Ein Brand beendete im April 2003 die Laufbahn der Sancak I, die anschließend in der Türkei abgewrackt wurde.

## Geschichte
Die Saga entstand unter der Baunummer 1093 in der Göteborger  Lindholmens Varv und lief am 18. Oktober 1966 vom Stapel. Die Ablieferung an den Svenska Lloyd erfolgte am 2. Mai 1966. Die Kosten für das Schiff betrugen 32 Millionen Schwedische Kronen. Am 6. Mai wurde die Fähre auf der Strecke von Göteborg nach Kingston upon Hull in Dienst gestellt. Die Saga hatte zwei Schwesterschiffe: Die ebenfalls 1966 in Dienst gestellte Svea, sowie die 1967 in Dienst gestellte, später für Kreuzfahrten umgebaute Patricia.
Im November 1971 ging die Saga in den Besitz der Stena Line über. Der Preis hierfür Betrug etwa 33 Millionen Schwedische Kronen, also mehr als der Bau des Schiffes. Im Februar 1972 erfolgte die Übernahme unter dem neuen Namen Stena Atlantica und anschließende Umbauarbeiten der Passagierabteilungen. Am 15. März 1972 nahm die Fähre den Dienst zwischen Göteborg und Kiel auf. Zwischenzeitlich lief das Schiff stattdessen auch Korsør und Kopenhagen an.

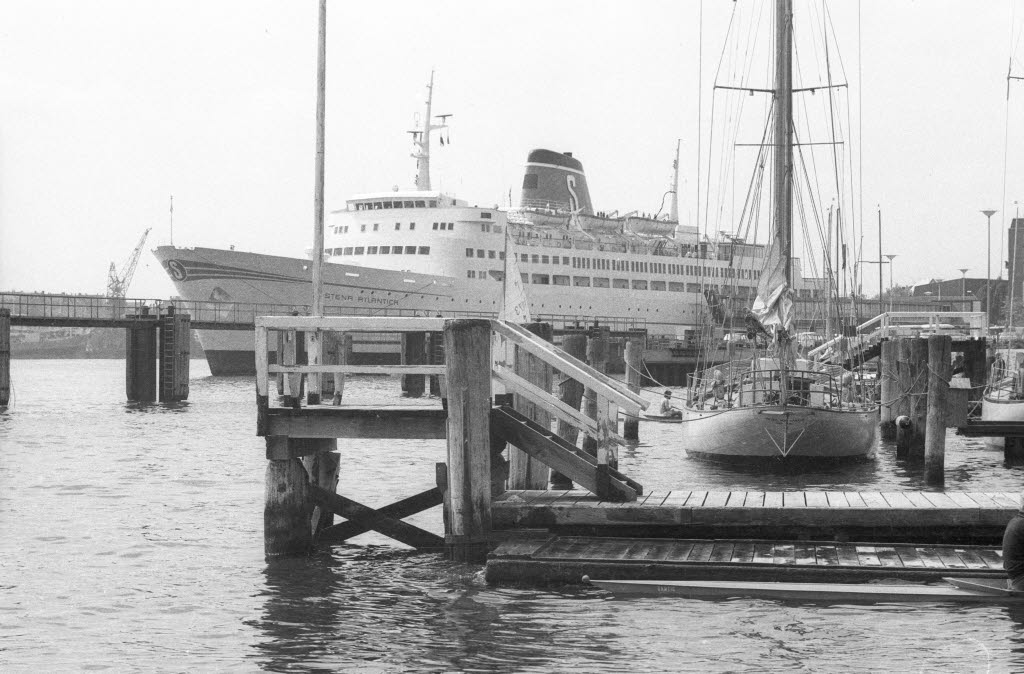
Stena Atlantica in Kiel, Juni 1972

Im April 1973 ging die Stena Atlantica als Finnpartner in den Besitz der Finnlines über. Ihre Dienststrecke war fortan zwischen Helsinki, Nynäshamn und Travemünde. Daneben wurde das Schiff gelegentlich auch für Kreuzfahrten in der Ostsee sowie ins Mittelmeer genutzt. Ab Dezember 1975 war die Fähre aufgelegt.

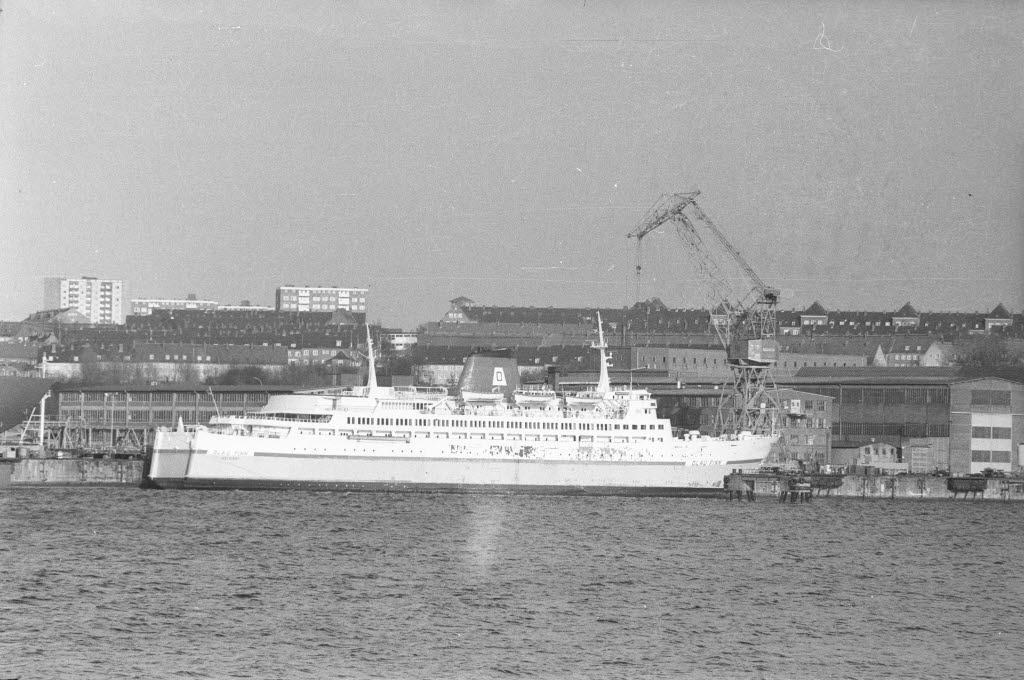
Die Olau Finn zur Grundüberholung bei HDW in Kiel, April 1976

Neuer Eigner wurde im März 1976 die Olau Line. Nach der Umbenennung in Olau Finn nahm das Schiff im Mai 1976 den Dienst zwischen Sheerness und Vlissingen auf. Die Dienstzeit der Fähre unter der Olau Line wurde durch negative Berichte überschattet, die von einem schlechten Zustand des Schiffes, mangelnder Hygiene und einer unzureichenden Versorgung der Besatzung sprachen.
Im Mai 1982 wurde die Olau Finn von der Finska Postbanken erworben. Als Folkliner stand sie fortan unter Bereederung der Folkline zwischen Kaskinen und Gävle im Einsatz. Dies erwies sich jedoch als nur kurzlebig, da die Folkline im August 1984 Insolvenz anmelden musste. Der Betrieb wurde noch bis September aufrechterhalten, ehe die Folkliner erneut auflag.
Im Oktober 1984 kaufte die griechische Minoan Lines das Schiff und taufte es in Festos um. Nach Umbauarbeiten erfolgte 1985 die Indienststellung auf der Strecke von Piräus nach Heraklion. Im September 1987 sowie im Oktober 1990 fiel die Fähre kurzzeitig wegen Maschinenschäden aus, ansonsten blieb ihre Dienstzeit auf dieser Strecke ereignislos. 1992 wurde Ancona neuer Starthafen der Festos, die zunächst weiterhin Heraklion und ab 1993 Çeşme als Zielhafen anlief. Ab 1997 stand das Schiff kurzzeitig zwischen Venedig, Korfu, Igoumenitsa und Patras im Einsatz.
Im Februar 1998 ging die Festos an die türkische Ferro Feribot ve Roro Tasimaciligi. Als Captain Zaman I und unter Bereederung der TEM-Diler Lines verkehrte das Schiff fortan zwischen Brindisi und Igoumenitsa. Zudem wurde die Fähre verchartert. So stand sie zwischen Juni und September 2000 für die marokkanische Reederei Comanav zwischen Nador und Sète im Einsatz.
Letzter Eigner des nun bereits 35 Jahre alten Schiffes wurde im Juni 2001 die ebenfalls türkische Sancak Line. Als Sancak I bediente die Fähre die Linie von Brindisi nach Çeşme. Während Modernisierungsarbeiten in einer Werft in Tuzla (Istanbul) für den Sommerbetrieb brach am 16. April 2003 ein Brand an Bord des Schiffes aus, der erst nach drei Tagen gelöscht werden konnte. Die Sancak I wurde als Totalschaden abgeschrieben und zum Abbruch ins türkische Aliağa verkauft, wo im Juli 2003 die Abwrackarbeiten begannen.